# 北条友時
北条 友時（ほうじょう ともとき、生年未詳 - 暦応2年（1339年）は、室町時代初期の武将。北条氏の一門。普恩寺流・北条仲時の子で、第13第執権北条基時の孫。幼名は松寿。左馬助。普音寺 友時（ふおんじ ともとき）とも。
祖父基時と父仲時は、元弘の乱での合戦において敗北し自刃した。しかし、地方に知行地を所有する北条氏一門やその家臣らは、在地等で次々と蜂起した(北条時行が蜂起した【中先代の乱】は一例)。
暦応元年/延元3年(1338年)正月、北条仲時の遺児友時は、上総国土気郡で挙兵した。
南北朝争乱の最中、北朝方として主に奥州を転戦していた、中賀野義長(佐竹氏一族)及び伊賀貞長の軍勢に属する標葉隆光(高光)が、これを鎮撫する為に派遣され、合戦に及んだ。
友時は、伊豆国仁科城において再び蜂起し、与党37人と共に足利方に捕らえられる。暦応2年（1339年）、鎌倉竜ノ口で12名の手勢と共に処刑された。
また、建武3年/延元元年（1336年）8月、後醍醐天皇と足利尊氏の戦いである建武の乱において足利方に捕らえられ、処刑された新田義貞配下の越後松寿丸という武将が北条友時と同一人物であるという説がある。